# 中山 (松本市)
中山（なかやま）は、長野県松本市の市街地南東に位置する地区で、住居表示には中山台があり、その他、大字中山からなる。（平成の大合併前の）旧松本市の中で山がちな地区のひとつ。

## 中山台
中山台（なかやまだい）は丁番を持たない単独町名である。住居表示実施済み。近隣の寿台・松原と同様、高台の新興住宅街となっている。町会名は棚峯。

### 概要
牛伏川にかかる棚峯橋が1994年10月8日に開通し、松原と直接結ばれたが、それまでは下流の新白姫橋か、上流の牛伏橋へ大きく迂回する必要があり、不便を強いられていた。標高は中山地区の中心部より低い。
学区は、小学校は大字中山と同じく中山小学校であるが、中学校は大字中山が開成中学校であるのに対して、中山台だけは明善中学校である。

#### 交通
- 地域内にある棚峯公園にアルピコ交通バスの松原線の棚峯バス停があり松本駅方面へ発着する他、アルピコ交通のバス停と同一位置に住民主導型コミュニティバスの中山線（金曜日のみ）の棚峯公民館バス停もあり、中山地域各所などへ運行している。アルピコ交通に関しては降車専用バス停と乗車専用バス停と分けられている。
- 鉄道はなく最寄り駅は村井駅であるが、路線バス利用であれば松本駅となる。

### 歴史
- 1992年（平成4年）2月12日 - 住居表示実施[4]。

### 世帯数と人口
2018年（平成30年）10月1日現在の世帯数と人口は以下の通りである。
| 町丁   | 世帯数  | 人口    |
| ------ | ------- | ------- |
| 中山台 | 426世帯 | 1,014人 |

## 中山

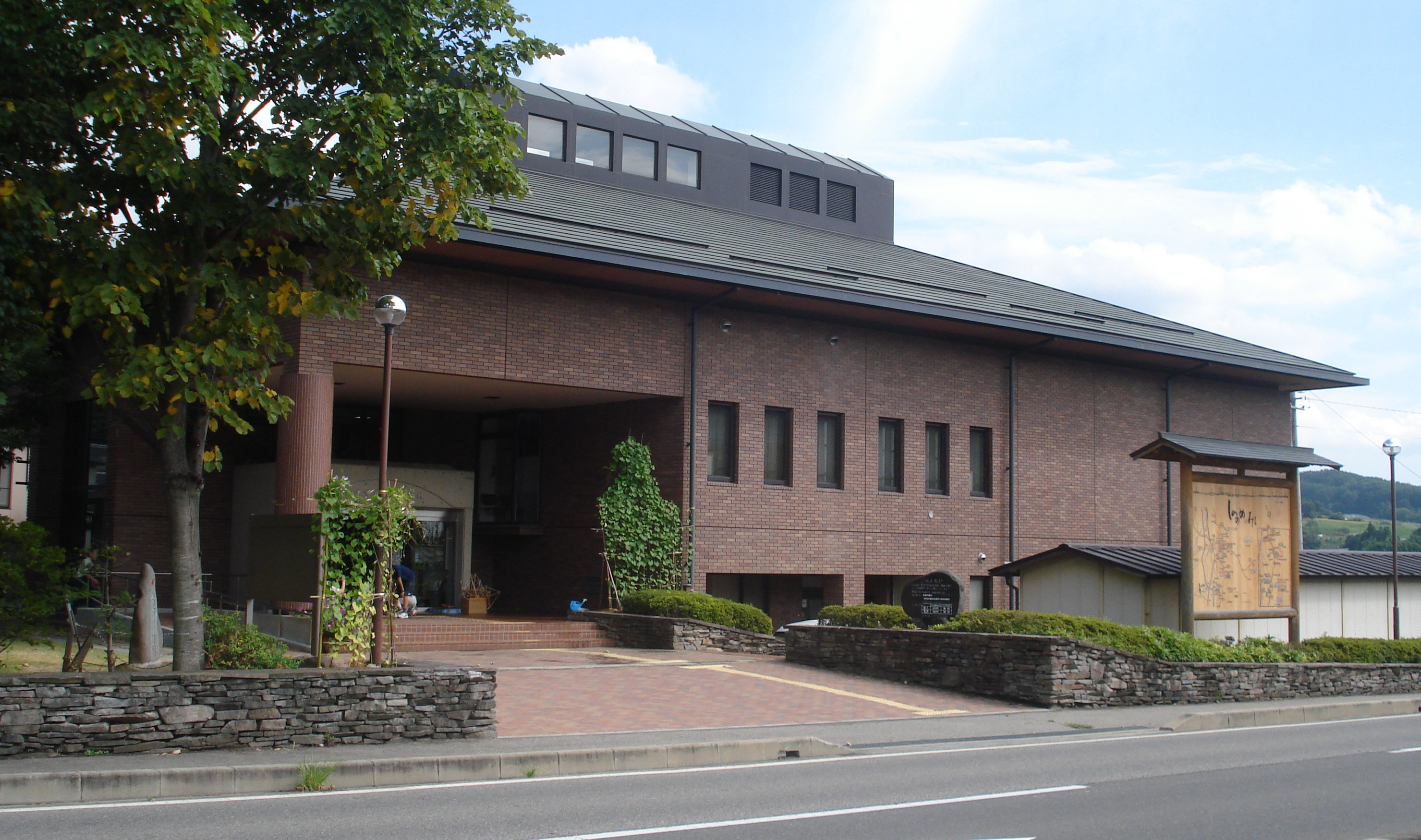
考古博物館

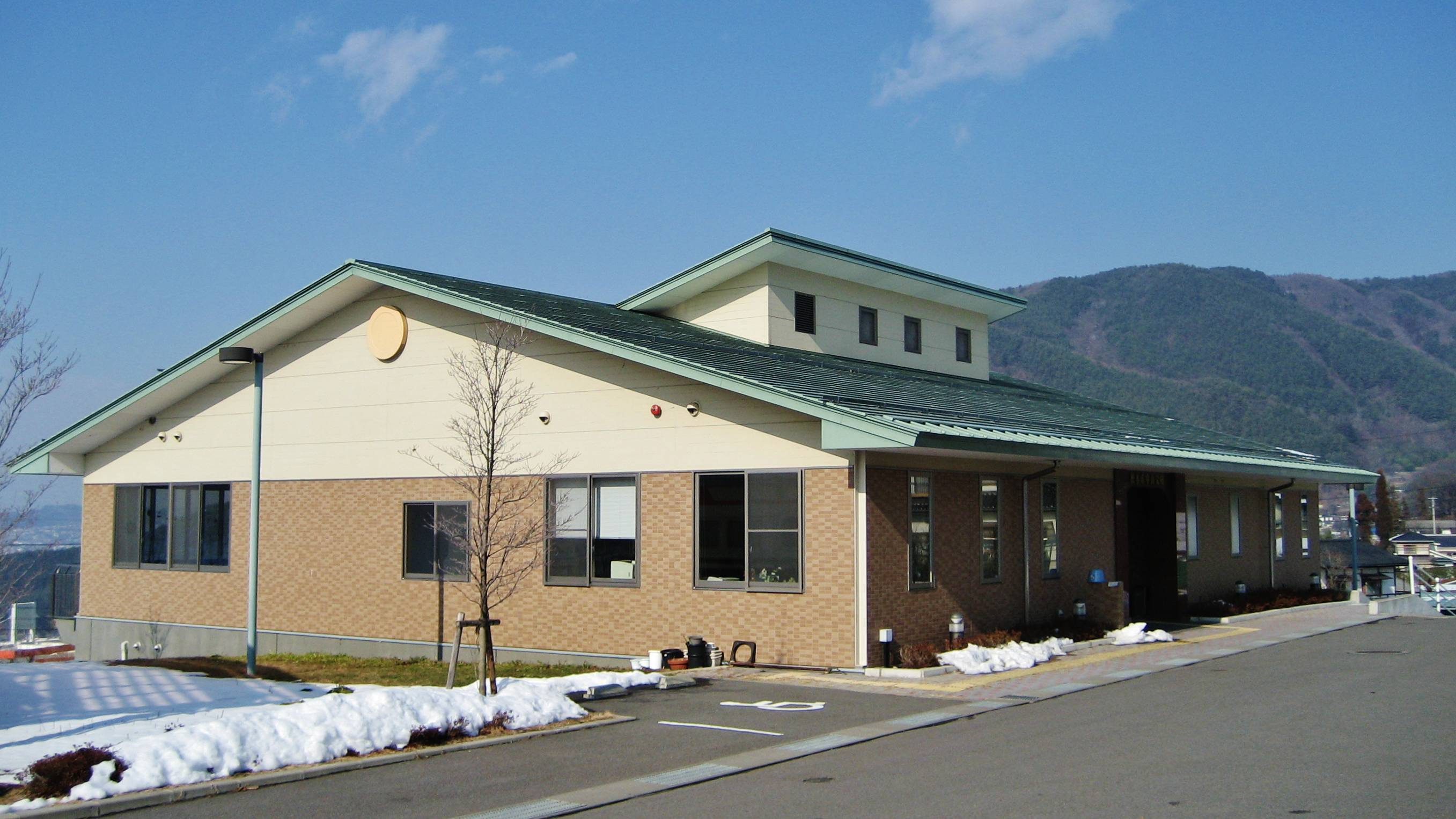
中山文庫

### 概要
高島藩の領地であったために廃仏毀釈を逃れ、保福寺、蓮華寺、埴原神社、和泉八幡宮、栄珠庵（廃寺）、円城寺（廃寺）などの多くの文化財が残る。また殿様に馬を献上するために作られた埴原牧 (史跡)がある。
川は牛伏川、和泉川、宮入川、大沢、北沢、中沢、境沢などが流る。また、松本千鹿頭神社の御柱祭の山出しが行われる。
俗地名として畑中、尾池、坪山、北方、中和泉、中河原、二山、下和泉、柿の窪、北中島、中島、宮の下、名木、古屋敷などがある。

#### 交通
- 鉄道はなく最寄り駅は北部は南松本駅、南部は平田駅や村井駅であるが、路線バス利用であれば松本駅となる。
- 地域主導型コミュニティバス中山線が松本駅東側にあるバスターミナル北と当地域内各所を結んでいる。平日毎日運行するほか、月・水・金の各日に異なる経路で運行する系統もある。
  - 通勤・通学便（平日毎日）：二重堀の松 - 古屋敷 - 中山霊園口 - 神田 - 富士電機前 ･･･ バスターミナル北
  - 買物・通院便（月曜日のみ）：古屋敷 - 中山霊園口 - 上泉構造改善センター - 神田 - 西筑摩 - ツルヤ並柳店 - 西筑摩 - 富士電機前 ･･･ バスターミナル北
  - 買物・通院便（水曜日のみ）：ローズガーデン - 古屋敷 - 尾池公民館 - 中山霊園口 - 上泉構造改善センター - 神田 - 西筑摩 - ツルヤ並柳店 - 西筑摩 - 富士電機前 - 秀峰学校前 ･･･ バスターミナル北
  - 買物・通院便（金曜日のみ）：ローズガーデン - 古屋敷 - 尾池公民館 - 棚峯公民館 - 尾池公民館 - 考古学博物館 - 中山霊園口 - 上泉構造改善センター - 神田 - 富士電機前 - 秀峰学校前 - 西筑摩 - ツルヤ並柳店

2017年3月31日まではアルピコ交通によって中山線が運行され埴原牧で行われる中山埴原歴史文化記念祭に際して交通の利便性を図るため、また中山地区の地域活性化のためにバス路線の「埴原牧下」臨時停留所が2008年7月16日のダイヤ改正による中山線延長に伴い設置されていた。2009年10月1日の使用開始から同年同月31日まで使用されたが、2009年10月1日～10月31日に開催された記念祭時に臨時便が運行され、使用再開が確認されていた。ただし、現地観光目的以外の乗客が利用することは想定されていなかった。また、松本電気鉄道バスのホームページにある時刻表と路線図に当停留所は記載されていないが当停留所の通過予定時刻（古屋敷発→約1分→当地→約7分→中信松本病院、中信松本病院→約1分→当地→約0.1分→古屋敷）は祭開催時に設定されていた。

### 世帯数と人口
2018年（平成30年）10月1日現在の世帯数と人口は以下の通りである。
| 大字 | 世帯数  | 人口    |
| ---- | ------- | ------- |
| 中山 | 939世帯 | 2,359人 |

### 施設
- 考古博物館
- 中山文庫
- 中山霊園
- 生妻池
- 高遠山
- 北入上池と北入下池二つの池
- 小丸山古墳
- 石仏池
- 鎌田池